# Horòptera

Horòptera.

Una horòptera és una corba espacial donada pel conjunt de punts que projecten en punts amb idèntiques coordenades en dues cambres amb iguals paràmetres intrínsecs. L'horòptera és, en general, una cúbica guerxada i és la intersecció d'un paraboloide hiperbòlic i un cilindre.
La seva equació paramètrica és
{\displaystyle x={\frac {2r}{1+\lambda ^{2}t^{2}}}}
{\displaystyle y={\frac {2r\lambda t}{1+\lambda ^{2}t^{2}}}}
{\displaystyle z=t}
on {\displaystyle r} és el radi del cilindre i {\displaystyle \lambda } una constant.
Dins l'estudi de la visió binocular, l'horòptera és un volum centrat en el punt de fixació que conté tots els punts de l'espai que resulten en una única visió. Aquest volum es pot identificar teòricament com els punts de l'espai que corresponen a una imatge a les dues retines, és a dir, a punts anatòmicament idèntics. Habitualment es defineix de manera empírica fent servir algun criteri.

## Història del terme
Segons Glanville (1933), el terme horòptera, va ser introduït per François d'Aguilon (Franciscus Aguilonius) al segon dels seus sis llibres sobre òptica el 1613. El 1818, G. U. A. Vieth va argumentar a partir de bases geomètriques que l'horòptera hauria de ser un cercle que va a través del centre de fixació i els centres de les lents dels dos ulls. Uns anys després, J. Müller va extreure conclusions semblants a partir del pla horitzontal que conté el punt de fixació, encara que esperava que l'horòptera fos una superfície a l'espai. L'horòptera teoricogeomètrica al pla horitzontal es va acabar coneixent com a "cercle de Vieth-Müller". En 1838, Charles Wheatstone va inventar l'estereoscopi, la qual cosa va permetre explorar l'horòptera empírica. Va trobar que hi havia molts punts de l'espai que proporcionaven una visió única. Això està molt apartat de la horòptera teòrica.